# كهرة (مقاطعة تشرداول)
كهرة (بالفارسية: کهره) هي قرية تقع في قسم هليلان الريفي (مقاطعة تشرداول) في إيران. يقدر عدد سكانها بـ 5,898 نسمة .